# Vem Provar
"Vem Provar" é uma canção da boy band brasileira Dominó. Foi lançada em 1992, como segundo single do álbum homônimo do mesmo ano, após "O Que Eu Te Ponho". Faziam parte da formação do grupo: Marcos, Marcello, Ítalo e Rodrigo Faro.
Trata-se de uma versão em português da música (original em castelhano) "Locura Sin Partitura", primeiro single da dupla espanhola Platón, formada pelos irmãos Gómez e Cambronero. A faixa foi retirada de seu álbum de estreia, Perdiendo la Inocencia, um dos maiores sucessos de 1992 na Espanha, com 240 mil cópias vendidas. O álbum foi certificado como disco duplo de platina. Desde então, "Locura Sin Partitura" se tornou uma das canções mais conhecidas da dupla.
A versão do grupo Dominó foi feita pelo compositor brasileiro Sérgio Sá.
Como forma de promoção e divulgação, a Promoart (produtora do Dominó) financiou um comercial de TV no qual o grupo canta um trecho da canção.

## Lista de faixas
- Créditos adaptados do single de "Vem Provar".[12]

### Single 12"
Lado A
| N.º | Título       | Compositor(es)                                                  | Duração |  |
| 1.  | "Vem Provar" | Pablo Panilla, Michel Platón, Chuss Platón, versão de Sérgio Sá |         |  |

Lado B
| N.º | Título       | Compositor(es)                                                  | Duração |  |
| 1.  | "Vem Provar" | Pablo Panilla, Michel Platón, Chuss Platón, versão de Sérgio Sá |         |  |